# Крижанивский, Фёдор Иванович
Фёдор Иванович Крижанивский (укр. Федір Іванович Крижанівський, 4 сентября 1878, Сквирский уезд, Киевской губернии — 28 апреля 1938) — украинский политический и кооперативный деятель. Создатель и председатель Украинской трудовой партии (октябрь 1917).

## Биография
Родился в семье сельского священника в Сквирском уезде Киевской губернии. С 1901 изучал медицину и право в Дерптском университете (ныне Тартуский университет), впоследствии перевелся в Санкт-Петербургский университет, который окончил в 1907.
После возвращении в Киев стал одним из организаторов украинского кооперативного движения.
Один из основателей Центральной рады Украинской Народной Республики. 20 (7) апреля 1917 был избран заместителем председателя, членом Комитета Центральной рады.
Представлял в Раде и Украинском национальном союзе созданную им в октябре 1917 Украинскую трудовую партию.
В 1918 — работник Днепросоюза. В 1919—1921 годах работал заместителем председателя правления Укринбанк.
С 1921 — профессор Киевского кооперативного института.
В 1930 был арестован органами ГПУ, после трех лет заключения вернулся в Киев.
В 1938 году вновь арестован и 28 апреля того же года — расстрелян.